# B36 Tórshavn
A B36 Tórshavn, hivatalos nevén Fótbóltsfelagið B36 egy feröeri labdarúgóklub, melynek székhelye a fővárosban, Tórshavnban található. 1936 március 28-án alapították, erre utal a csapat nevében a 36-os szám.
A csapat a 8020 férőhelyes Gundadalur Stadionban játssza hazai meccseit. Ebben stadionban játszik Tórshavn másik csapata, a HB Tórshavn is.

## Történelem
A csapat már 1935-ben is játszott mérkőzéseket, de hivatalosan csak 1936-ban jegyezték be. 1946-ban szerezte első bajnoki címét.
1997-ben Szivics Tomiszlav játékosedző irányítása mellett nyerte meg a bajnokságot.
A 2005-2006-os UEFA-Kupában bejutott a második selejtezőkörbe, miután búcsúztatta az izlandi ÍBV Vestmannaeyar csapatát. A csapat 2006-ban megszerezte 5. kupagyőzelmét, a döntőben 2-1-re győztek  a KÍ Klaksvík csapata ellen. Az UEFA Bajnokok Ligája 2006-2007-es szezonjában, a második selejtezőkörben túljutottak a Birkirkara FC csapatán 5-2-es összesítéssel. A harmadik körben azonban 0-9-es összesítéssel vereséget szenvedtek a Fenerbahçe S.K. csapatától.

## Eredmények

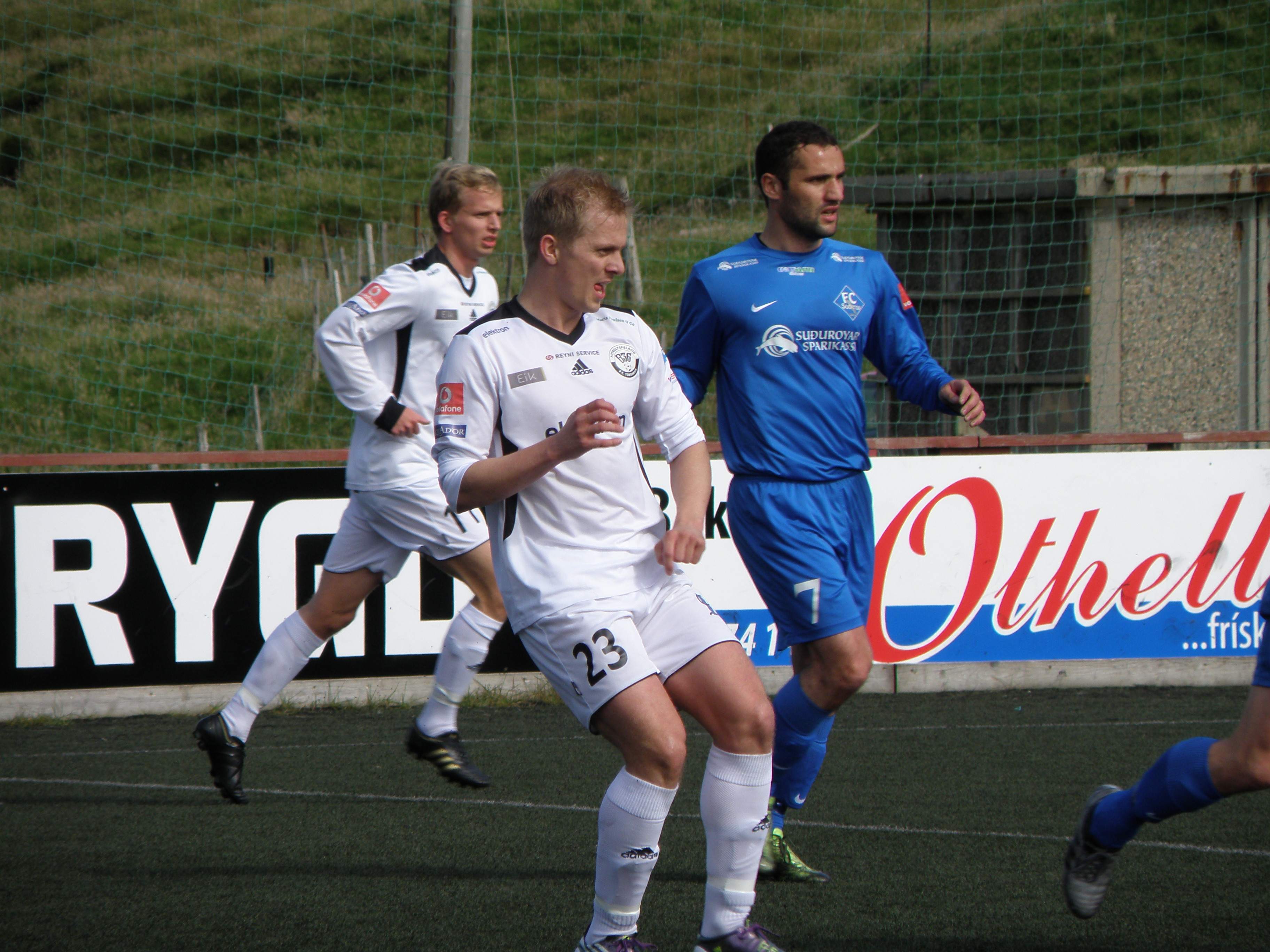
Bajnoki mérkőzés az FC Suðuroy ellen 2010-ben

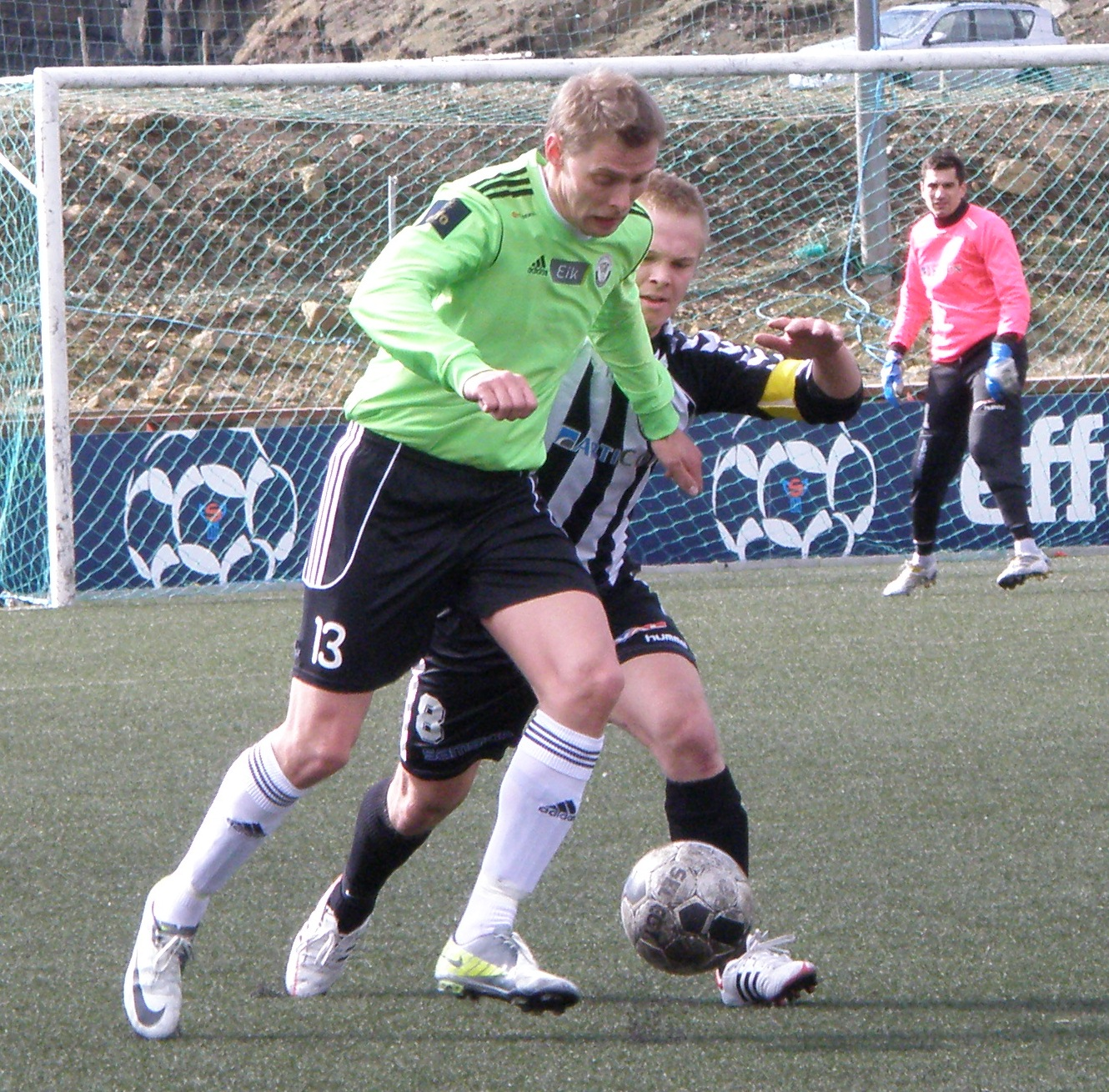
Bajnoki mérkőzés a TB Tvøroyri ellen 2012-ben

- Feröeri bajnok (9):

1946, 1948, 1950, 1959, 1962, 1997, 2001, 2005, 2011
- Feröeri kupagyőztes (6):

1965, 1991, 2001, 2003, 2006, 2018. (Ezüstérmes 9 alkalommal)

## Játékosok
2010. április-i állapot.
| #  |         | Poszt | Név                    |
| -- | ------- | ----- | ---------------------- |
|    | Feröer  | K     | Meinhard Joensen       |
|    | Feröer  | K     | Egin Herup Høgnesen    |
| 19 | Feröer  | V     | Rúnar í Lon Jacobsen   |
| 28 | Feröer  | V     | Herbert í Lon Jacobsen |
| 13 | Feröer  | V     | Johan V. Gunnarsson    |
| 8  | Feröer  | V     | Fróði Clementsen       |
|    | Szerbia | V     | Dmitrije Jankovic      |
|    | Feröer  | V     | Bardur Joensen         |
|    | Feröer  | KP    | Ingi Højsted           |
|    | Feröer  | KP    | Odmar Færø             |
|    | Feröer  | KP    | Simún Joensen          |
| 10 | Feröer  | KP    | Róaldur Jacobsen       |
| 24 | Feröer  | KP    | Ásbjørn V. Gunnarsson  |

| #  |        | Poszt | Név                             |
| -- | ------ | ----- | ------------------------------- |
| 22 | Feröer | KP    | Klæmint Matras (csapatkapitány) |
| 18 | Feröer | KP    | Magnus Olsen                    |
| 11 | Feröer | KP    | Høgni Eysturoy                  |
|    | Feröer | KP    | Uni Holm Johannesen             |
|    | Feröer | KP    | Cristian R. Mouritsen           |
|    | Feröer | KP    | Bárdur Olsen                    |
|    | Feröer | CS    | Jóhan Ellingsgaard              |
| 7  | Feröer | KP    | Bergur Midjord                  |
| 9  | Feröer | CS    | Jákup á Borg                    |
| 17 | Feröer | CS    | Bogi Hermansen                  |
| 14 | SLE    | CS    | Brima Koroma                    |
|    | Feröer | CS    | Poul Arni Jacobsen              |
|    | Feröer | CS    | Hjalgrim Elttør                 |

### Korábbi játékosok
- Szivics Tomiszlav (1997–1999)
- Nagy Tamás (2008)
- Potemkin Károly (2008)

### Korábbi edzők
- 2011 –  John Petersen,  Mikkjal Thomassen[3]
- 2010  Allan Mørkøre[6]
- 2009 – 2010  Sigfríður Clementsen[6][5]
- 2009  Mikkjal Thomassen[3]
- 2007  Kurt Mørkøre[6]
- 1997 – 1999  Szivics Tomiszlav[4]

## Európai kupaszereplés
| Szezon    | Kupa            | Forduló         | Ellenfél    | 1. mérk. | 2. mérk.     | Össz.        |
| --------- | --------------- | --------------- | ----------- | -------- | ------------ | ------------ |
| 2012–2013 | Bajnokok Ligája | 2. selejtezőkör | Linfield FC | 0–0      | 0–0 (t. 3–4) | 0–0 (t. 3–4) |

Megjegyzés: Az eredmények minden esetben a csapat szemszögéből értendőek, a dőlttel írt mérkőzéseket pályaválasztóként játszotta.
| Versenysorozat              | Meccsek száma | GY | D | V | GR | GK |
| --------------------------- | ------------- | -- | - | - | -- | -- |
| UEFA Bajnokok Ligája        | 10            | 1  | 3 | 6 | 8  | 22 |
| UEFA-kupa                   | 12            | 1  | 2 | 9 | 11 | 34 |
| Kupagyőztesek Európa Kupája | 2             | -  | 1 | 1 | 1  | 2  |
| UEFA Intertotó Kupa         | 4             | -  | - | 4 | 2  | 15 |